# People, Places and Things
People, Places and Things ist eine unveröffentlichte Kurzgeschichtensammlung des US-Schriftstellers Stephen King, die er 1960 zusammen mit seinem Freund Chris Chesley im Selbstverlag gedruckt hat. Sie umfasst nur 18 Seiten und gibt dennoch einen Einblick in das sehr frühe Schaffen und die bereits damals überbordende Phantasie des jugendlichen King; die frühesten dieser Geschichten schrieb er im Alter von zwölf Jahren.
Die ursprüngliche Sammlung besteht aus acht Geschichten Kings, aus neun Beiträgen seines Freundes sowie aus einer Gemeinschaftsproduktion. Heute existiert laut King von ursprünglich etwa zehn gedruckten Ausgaben nur noch ein einziges Exemplar mit Sicherheit; es befindet sich im Besitz des Autors.

## Einzelheiten zu den Geschichten
Von den Kurzgeschichten I'm Falling ('Ich falle') und The Dimension Warp (etwa: 'Die Kette von Dimensionen') sind nur noch die Titel überliefert; über den Inhalt ist nichts bekannt.
- Hotel at the End of the Road ('Hotel am Ende der Straße')

Zwei Gangster finden auf der Flucht vor der Polizei Unterschlupf in einem Hotel, dessen ominöser Hotelier nicht einmal Geld verlangt. Doch sie sind einem Wahnsinnigen in die Fänge geraten, der die beiden mittels einer Spritze lähmt und somit in sein persönliches Gruselkabinett einreihen will.
- I've Got to Get Away (etwa: 'Ich muss hier raus')

Ein Mann kommt wie aus einem tiefen Traum zu sich und stellt fest, dass er keinerlei Erinnerungen hat, nicht einmal an seinen Namen. Erschreckt bemerkt er, dass er mitten in der Arbeit an einem Fließband steckt und weiß nur eines: Er muss hier raus. Doch er kommt nicht weit, als Wachen ihn festnehmen und wieder umprogrammieren – denn der Arbeiter ist ein fehlerhafter Roboter, der unvermittelt immer wieder menschliche Züge anzunehmen scheint.
- The Thing at the Bottom of the Well ('Das Ding am Boden des Brunnens')

Ein kleiner Junge beschäftigt sich mit dem Quälen kleiner Tiere: Er reißt Fliegen die Flügel aus, zerreißt Würmer oder traktiert einen Hund mit Nadeln. Eines Tages wird er angelockt von einer fremden Stimme aus einem Brunnen und steigt wie hypnotisiert hinab. Als man einen Monat später seine Leiche findet, sind seine Arme vom Körper abgetrennt und Nadeln stecken in seinen Augen. 
- The Stranger ('Der Fremde')

Ein Dieb und Mörder wird vom Teufel persönlich gestellt, der dessen Seele fordert und holt.
- The Cursed Expedition ('Die verfluchte Expedition')

Als zwei Astronauten auf der Venus landen, finden sie eine sehr erdähnliche Atmosphäre vor und wähnen sich im Garten Eden – es gibt leckere Früchte, die Temperatur ist angenehm. Doch dann wird einer der beiden tot aufgefunden, der Überlebende erkennt zu spät, dass der Planet selbst – oder zumindest dessen Oberfläche – lebt und ihn schließlich mitsamt seines Raumschiffs verschluckt.
- The Other Side of the Fog ('Die andere Seite des Nebels')

Ein geheimnisvoller Nebel fungiert als Tor zwischen den Dimensionen. Pete Jacobs gerät unfreiwillig erst in die Zukunft (das Jahr 2007), schließlich in eine Welt, die der seinen ähnelt, jedoch von Sauriern bevölkert ist. Hilflos irrt er von einer Dimension zur anderen, vergeblich nach seiner Welt suchend.
- Never Look Behind You (etwa: 'Schau nie zurück')

Eine Kurzgeschichte in Kooperation mit seinem Freund; es geht um eine mysteriöse Frau, die auf eigentümliche Weise Morde begeht.